# 阜康隕石
阜康隕石（フーカンいんせき、Fukang meteorite）とは、2000年、中国新疆ウイグル自治区の阜康市付近で発見された石鉄隕石。重量1003kg。
富康隕石、福康隕石とも言う。

## ギャラリー

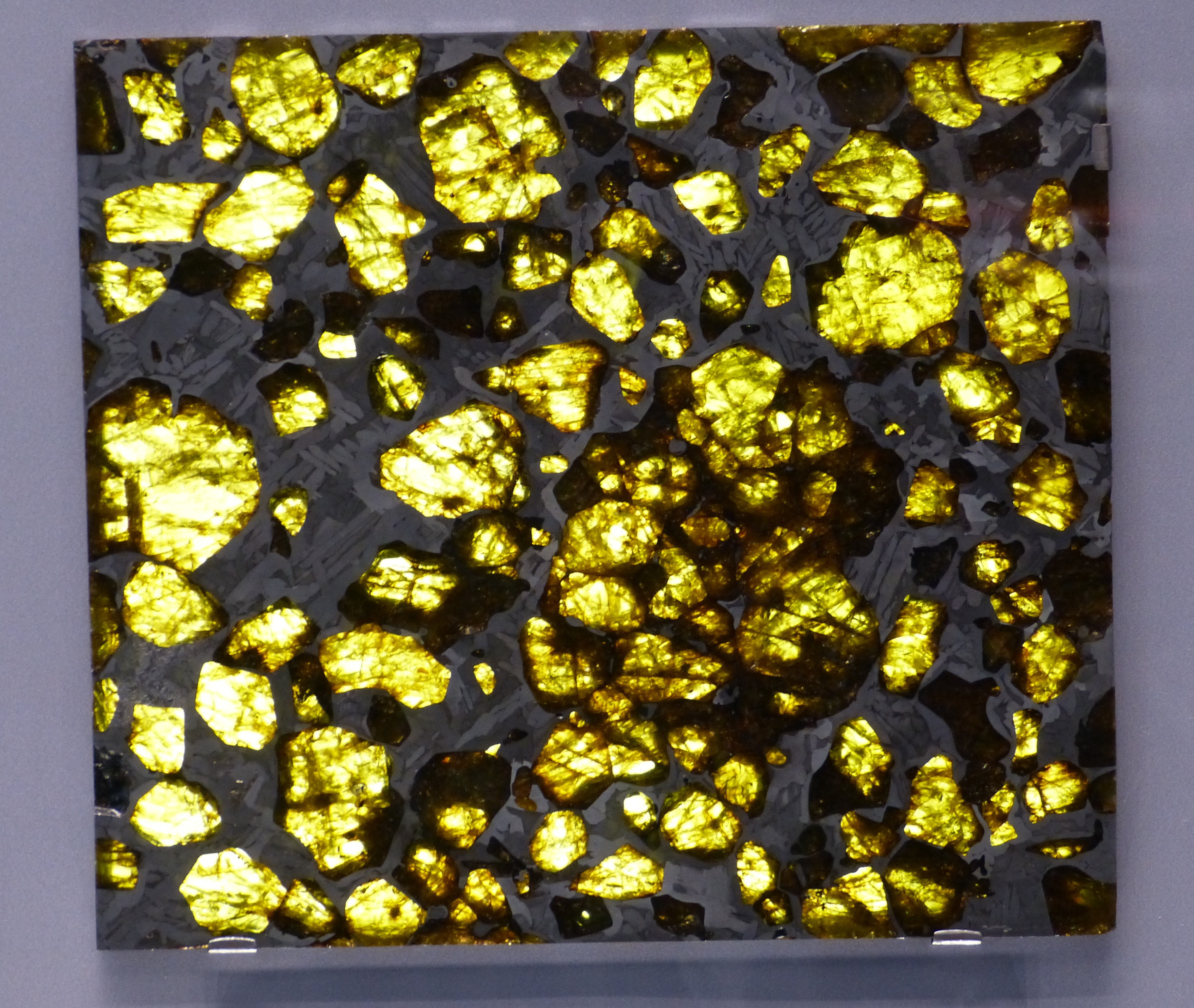
研磨された阜康隕石
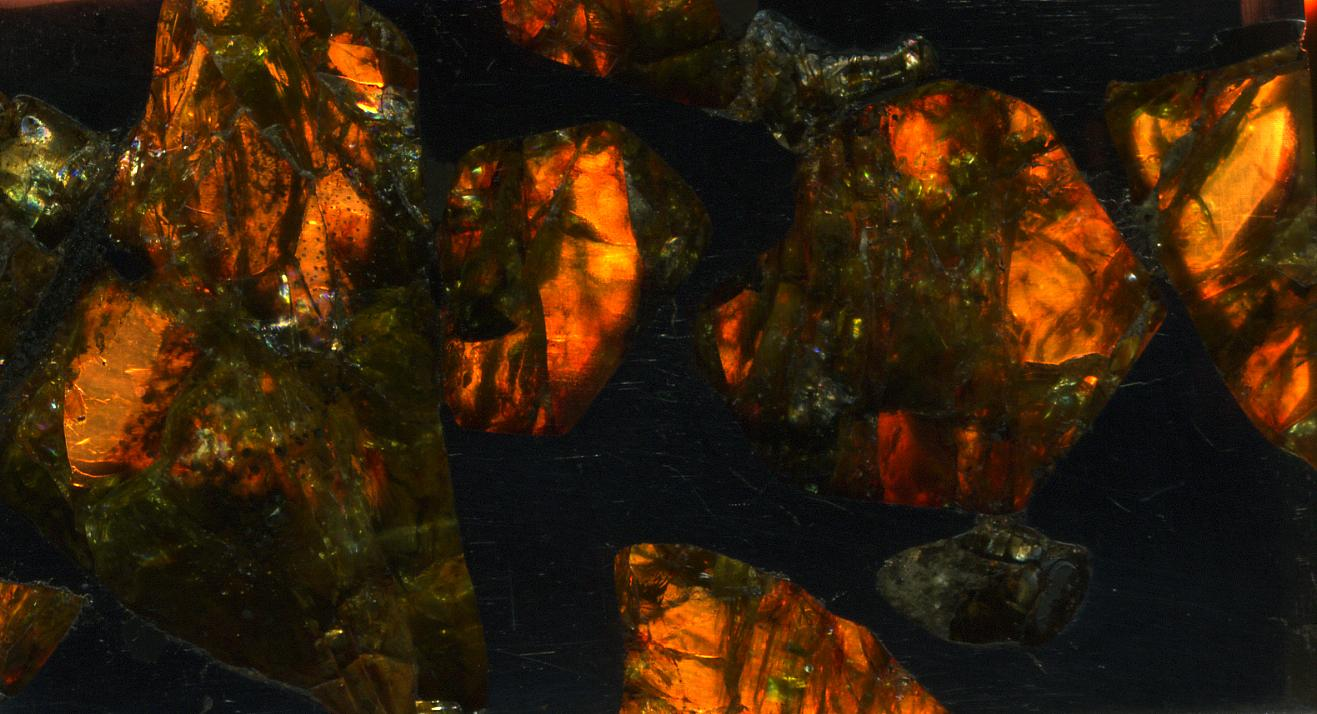
拡大したところ
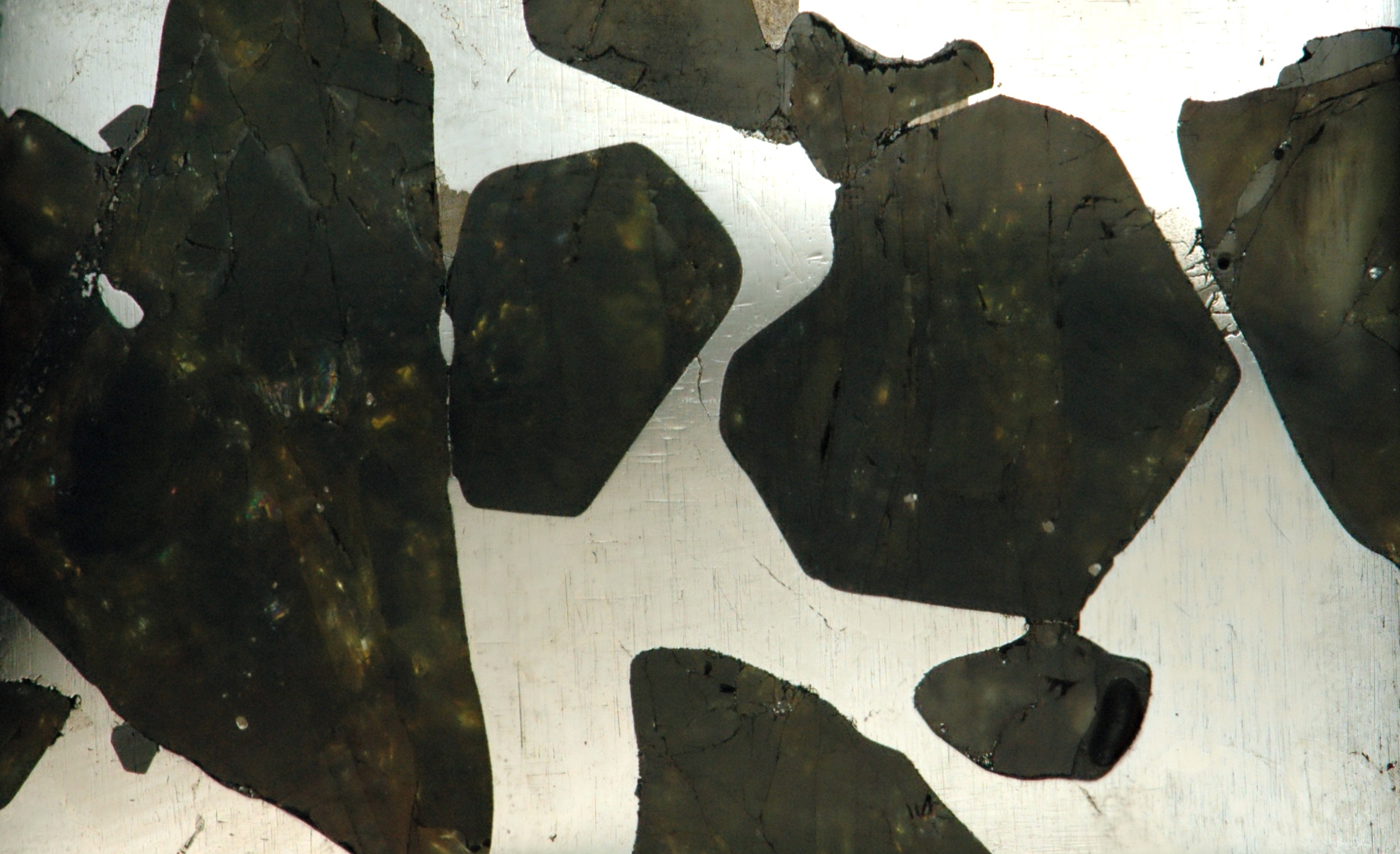
拡大したところ